# 巴陵楚氏
巴陵楚氏（パルンチョし、파릉초씨）は、朝鮮の氏族の一つ。本貫は湖南省岳陽市である。2015年の韓国の調査では人口が5人未満である（同系列の星州楚氏は66人）。
始祖は、中国明の翰林学士だった楚海昌である。明が清に滅ぼされた時に朝鮮半島に亡命した。楚海昌の息子の楚寿命が清の暗殺者から逃れるため、咸鏡北道明川郡に隠れ、楚海昌の故郷である巴陵郡（現在の岳陽市）を本貫として創始した。